# Michel Descombey
Michel Descombey   (Bois-Colombes, 28 d'octubre de 1930 - Ciutat de Mèxic, 5 de desembre de 2011)
 va ser un ballarí, coreògraf i director francès de ballet.
Descombay va estudiar dansa a París i va debutar com a ballarí professional del Ballet de l'Opéra National el 1947. El 1959 es va convertir en ballarí principal, després mestre de ballet, i coreògraf oficial i finalment director de la companyia de 1962 a 1969. També va establir el grup de ballet de formació de l'Òpera Nacional de Paris. Després va ser director de ballet del "Zürcher Ballett" de l'òpera de Zuric, de 1971 a 1973, i va ser convidat a Mèxic per Orozco. El 1975 es va establir a Mèxic, on es va convertir en coreògraf en cap i director associat del "Ballet Teatro del Espacio" el 1977. Va ser membre del Sistema Nacional de Creadors d'Art (SNCA).

## Honors
- Chevalier (cavaller) de l' Ordre des Arts et des Lettres
- Chevaliers de la Légion d'honneur
- Ordre de l'àguila asteca